# شاهزاده‌نشین انطاکیه
شاهزاده‌نشین انطاکیه (به لاتین: Principality of Antioch) یک شاهزاده‌نشین و یکی از پایگاه‌های صلیبیون در دوران جنگ‌های صلیبی واقع در فلسطین در خاورمیانه است. یکی از دولت‌های صلیبی بود که در نخستین جنگ صلیبی ایجاد شد که شامل مناطقی از ترکیه و سوریه امروزی بود. این ایالت بسیار کوچکتر از کنت‌نشین ادسا یا پادشاهی اورشلیم بود. امتداد آن تا لبه شمال شرقی مدیترانه گسترش می‌یابد و از جنوب با کنت‌نشین طرابلس، از شرق با ادسا و از شمال غربی با امپراتوری بیزانس یا پادشاهی ارمنی کیلیکیه همسایه بود. در قرن دوازدهم تقریباً ۲۰ هزار نفر در آن سکونت داشتند که اکثر آنها ارمنی و مسیحی ارتدکس یونانی بودند و تعدادی مسلمان در خارج از خود شهر بودند. بیشتر صلیبی‌هایی که در آن ساکن شدند از نژاد نورمن بودند، به ویژه از پادشاهی نورمن در جنوب ایتالیا، اولین حاکمان شاهزاده نشین بودند، که با رعایای وفادار به خود احاطه شده بودند. تعداد کمی از ساکنان به غیر از صلیبی‌ها کاتولیک رومی بودند و این شهر تحت کنترل پاتریارک لاتین انطاکیه بود، که در سال ۱۱۰۰ تأسیس شد. این پاتریارک پس از جنگهای صلیبی با همین عنوان باقی ماند، تا اینکه در سال ۱۹۶۴ سقوط کرد.

## تاریخچه

### تشکیل
در حالی که بالدوین بولونی و تانکرد از آسیای صغیر به شرق می‌رفتند تا کنت نشین ادسا را پایه‌گذاری کنند، سپاه صلیبی‌ها برای محاصره انطاکیه به جنوب ادامه داد. بوهموند تارانتو فرماندهی محاصره ای بود که در اکتبر ۱۰۹۷ آغاز شد. شهر با بیش از چهارصد برج محافظت می‌شد، دفاع از شهر بسیار آسان بود. این محاصره تا زمستان به طول انجامید و باعث ایجاد قحطی بسیاری در بین نیروهای صلیبی شد، که اغلب مجبور شدند اسب‌های خود را بخورند، یا حتی گفته شده، اجساد هم کیشان خود که زنده نمانده بودند را خوردند.
بوهموند نگهبانی را در یکی از برج‌ها، که یک ارمنی و مسیحی سابق به نام فیروز بود، متقاعد کرد صلیبی‌ها را به شهر وارد کند. تنها چهار روز بعد، سپاه مسلمانان از موصل، به رهبری کربغا، برای محاصره خود صلیبی‌ها وارد شد. آلکسیوس یکم، امپراتور بیزانس، در راه کمک به صلیبی‌ها بود. اما با شنیدن شایعات مبنی برافتادن این شهر به دست مسلمانان، الکسیوس برگشت. با وجود مخالفت ریمون چهارم، کنت تولوز که خواستار اجرای سوگند در مقابل آلکسیوس یکم، امپراتور بیزانس، بوهموند خود را «شاهزاده انطاکیه» نامید.

### انطاکیه و امپراتوری بیزانس
بوهموند پس از تشکیل دومین حکومت صلیبی، در حالی که به مابقی نیروهای اجازه حرکت به سمت اورشلیم را داده بود، برای حفظ انطاکیه تحت کنترل خود و عقب‌راندن مدعیان، با حکومت‌های مسلمان مجاور انطاکیه، به‌خصوص دانشمندیان، و بیزانس درگیر شد. اما در سال ۱۱۰۰ از دانشمندیان شکست خورد و اسیر شد. بدین ترتیب بوهموند امور حکومت انطاکیه را به جانشین و خواهرزاده خود، تانکرد، سپرد. تانکرد توانست سلطه خود را تا شهرهای اصلی کلیکیه و لاذقیه که از دست نیروهای بیزانس گرفته بود، گسترش دهد. بوهموند با آزادی دوباره رهسپار غرب شد تا جنگی را علیه بیزانس آغاز کند. وی در نوامبر ۱۱۰۷ وارد ساحل آلبانی شد و شهر دورازو را محاصره کرد اما آلکسیوس یکم وی را شکست داد و او را مجبور به قبول معاهده دیاپولیس (۱۱۰۸) نمود. طبق این معاهده وی تبعیت از امپراتوری بیزانس را در حکومت انطاکیه پذیرفته بود. پس از اندک زمانی بوهموند درگذشت تا تانکرد امور شاهزاده‌نشین را در دست بگیرد. با مرگ تانکرد، جانشینی وی را در این مقام راجر سالرنو بر عهده گرفت اما وی در نبرد دشت خون مفقود و کشته شد. مرگ راجر سبب شد تا پادشاه اورشلیم، بالدوین دوم، را واداشت که تا سال ۱۱۲۶ و رسیدن بوهموند دوم به سن قانونی، خودش جانشین را برعهده بگیرد.
بوهموند دوم تنها چهار سال حکومت کرد. مرگ وی در فوریه ۱۱۳۰ در رویارویی با دانشمندیان به مشکلات بسیار اساسی (همچون جانشینی) شاهزاده‌نشین انطکیه منجر شد. از سال ۱۱۳۰ انطاکیه با دو گروه از دشمنان خود مجبور به مقابله شد: نخست زنگیان که پس از تسلط بر حلب در سال ۱۱۲۸ سعی داشتند حکومت یکپارچه‌ای علیه صلیبیون تشکیل دهند. دشمن دوم نیز امپراتوری بیزانس بود که سعی داشت قدرت و تسلط بر انطاکیه را بازپس بگیرد. در این زمان، پادشاه اورشلیم، فولک، بار دیگر وارد عمل شد؛ وی کنستانس را به عقد ریموند پواتیه درآورد. این در حالی بود که مادر کنستانس وعده ازدواج وی را به یکی از پسران ژان دوم، امپراتور بیزانس، داده بود. بعد از پیروزی زنگیان در مرزهای شاهزاده‌نشین در شرق، امپراتوری بیزانس علیه انطاکیه وارد عمل شد. ژان دوم، جانشین آلکسیوس، برای بازگرداندن تسلط امپراتوری بر این شهر حمله خود را آغاز کرد و توانست در سال ۱۱۳۷ ریموند را شکست داده و وارد به پذیرش سلطهٔ بیزانس بر انطاکیه و قبول اسقف‌اعظم ارتدوکس کند. با وجود ورود پیروزمندانه ژان به انطاکیه، با مقاومت انطاکیه روبه‌رو شد؛ تا جایی مجبور به عقب‌نشینی از انطاکیه شد.
در سال ۱۱۴۲، ژان بار دیگر در مرزهای انطاکیه حضور یافت، وی امیدوار بود که بتواند دولت واحدی شامل انطاکیه، کلیکیه و قبرس را برای پسرش مانوئل فراهم کند. اما ریموند پواتیه از واگذاری شهر به وی سر باز کرد. ژان بار دیگر خود را برای محاصره انطاکیه آماده کرد اما در حین شکار و طی حادثه‌ای درگذشت. در نتیجه نیروهای بیزانس مجبور به عقب‌نشینی شدند. پس از سال، به دنبال پیروزی زنگیان در ادسا، ریموند عازم قسطنطنیه شد و به صورت آشکار و علنی نسبت به مانوئل، امپراتور جدید بیزانس، مراتب عذرخواهی را به جا آورد. در مارس ۱۱۴۸ نیروهای فرانسوی جنگ صلیبی دوم به رهبری لوئی هفتم به انطاکیه رسیدند در حالی که ریموند پواتیه در انتظار کمک این نیروها بر ضد حلب بود، اما پادشاه فرانسه به سمت اورشلیم رفت تا پس از آنجا عازم دمشق شود.
پس از شکست نیروهای انطاکیه در نبرد اناب و کشته‌شدن ریموند پواتیه، با موافقت بالدوین سوم کنستانس با رونو دو شاتیون ازدواج کرد. پس از ادواج، امپراتور مانوئل نماینده‌های خود به انطاکیه فرستاد و پیشنهاد کرد که در صورت لشکرکشی رونو به پادشاهی ارمنی کیلیکیه — که در این زمان علیه امپراتوری بیزانس شوریده بود — او را به عنوان شاهزاده جدید انطاکیه به رسمیت می‌شناسد. با وجود پیروزی رونو، امپراتور بیزانس نتوانست هزینه‌های جنگ را کامل جمع‌آوری و پرداخت کند. در واکنش به این اتفاق، رونو با توروس دوم، شاهزاده ارمنستان متحد شد و قبرس یورش برد. با این حال پس از چند هفته محاصره، نیروهای متحد انطاکیه و کلیکیه از قبرس عقب نشستند. در دسامبر ۱۱۵۸ مانوئل، امپراتور بیزانس، به‌طور غیرمنتظره به کیلیکیه حمله برد و توروس مجبور شد به کوهستان‌ها فرار کند. رونو با آگاهی از این اتفاق به‌سرعت به موپسوئست رفت تا داوطلبانه تسلیم امپراتور بیزانس شود. با دستور امپراتور، رونو با پا و سر عریان چرخانده شد تا پس از آن به خیمه امپراتور رسد و در آنجا از مانوئل تقاضای عفو و بخشش کند. پس از تحقیر رونو توسط مانوئل، وی در نوامبر ۱۱۶۰ یا ۱۱۶۱ طی برخورد کوچکی توسط نیروهای زنگی اسیر شد تا ۱۶ سال از زندگی خود را در زندان بگذراند. بدین ترتیب شاهزاده‌نشین انطاکیه طی ۲۰ سال تحت نفود سیادت امپراتوری بیزانس قرار گرفت.

## شجره‌نامه
| خاندان هووتویل        | خاندان هووتویل        | خاندان هووتویل        | خاندان هووتویل        | خاندان هووتویل        | خاندان هووتویل        |  |  | رابرت گیسکارد ۱۰۱۵-۱۰۸۵ -            | رابرت گیسکارد ۱۰۱۵-۱۰۸۵ -            | رابرت گیسکارد ۱۰۱۵-۱۰۸۵ -            | رابرت گیسکارد ۱۰۱۵-۱۰۸۵ -            | رابرت گیسکارد ۱۰۱۵-۱۰۸۵ -               | رابرت گیسکارد ۱۰۱۵-۱۰۸۵ -               |                                         |                                         |                                         |                                         |                                      |                                      | آلبرادا بونالبرجو ؟-۱۱۲۲ -                   | آلبرادا بونالبرجو ؟-۱۱۲۲ -                   | آلبرادا بونالبرجو ؟-۱۱۲۲ -                   | آلبرادا بونالبرجو ؟-۱۱۲۲ -                   | آلبرادا بونالبرجو ؟-۱۱۲۲ -                   | آلبرادا بونالبرجو ؟-۱۱۲۲ -                   |                                    |                                    | فیلیپ یکم فرانسه ۱۰۵۲-۱۱۰۸ ح.۱۰۶۰-۱۱۰۸  | فیلیپ یکم فرانسه ۱۰۵۲-۱۱۰۸ ح.۱۰۶۰-۱۱۰۸  | فیلیپ یکم فرانسه ۱۰۵۲-۱۱۰۸ ح.۱۰۶۰-۱۱۰۸  | فیلیپ یکم فرانسه ۱۰۵۲-۱۱۰۸ ح.۱۰۶۰-۱۱۰۸  | فیلیپ یکم فرانسه ۱۰۵۲-۱۱۰۸ ح.۱۰۶۰-۱۱۰۸  | فیلیپ یکم فرانسه ۱۰۵۲-۱۱۰۸ ح.۱۰۶۰-۱۱۰۸  |                                         |                                         |                                            |                                            |                                            |                                            |                                            |                                            |                                       |                                       |  |  |  |  |  |  |
| خاندان هووتویل        | خاندان هووتویل        | خاندان هووتویل        | خاندان هووتویل        | خاندان هووتویل        | خاندان هووتویل        |  |  | رابرت گیسکارد ۱۰۱۵-۱۰۸۵ -            | رابرت گیسکارد ۱۰۱۵-۱۰۸۵ -            | رابرت گیسکارد ۱۰۱۵-۱۰۸۵ -            | رابرت گیسکارد ۱۰۱۵-۱۰۸۵ -            | رابرت گیسکارد ۱۰۱۵-۱۰۸۵ -               | رابرت گیسکارد ۱۰۱۵-۱۰۸۵ -               |                                         |                                         |                                         |                                         |                                      |                                      | آلبرادا بونالبرجو ؟-۱۱۲۲ -                   | آلبرادا بونالبرجو ؟-۱۱۲۲ -                   | آلبرادا بونالبرجو ؟-۱۱۲۲ -                   | آلبرادا بونالبرجو ؟-۱۱۲۲ -                   | آلبرادا بونالبرجو ؟-۱۱۲۲ -                   | آلبرادا بونالبرجو ؟-۱۱۲۲ -                   |                                    |                                    | فیلیپ یکم فرانسه ۱۰۵۲-۱۱۰۸ ح.۱۰۶۰-۱۱۰۸  | فیلیپ یکم فرانسه ۱۰۵۲-۱۱۰۸ ح.۱۰۶۰-۱۱۰۸  | فیلیپ یکم فرانسه ۱۰۵۲-۱۱۰۸ ح.۱۰۶۰-۱۱۰۸  | فیلیپ یکم فرانسه ۱۰۵۲-۱۱۰۸ ح.۱۰۶۰-۱۱۰۸  | فیلیپ یکم فرانسه ۱۰۵۲-۱۱۰۸ ح.۱۰۶۰-۱۱۰۸  | فیلیپ یکم فرانسه ۱۰۵۲-۱۱۰۸ ح.۱۰۶۰-۱۱۰۸  |                                         |                                         |                                            |                                            |                                            |                                            |                                            |                                            |                                       |                                       |  |  |  |  |  |  |
|                       |                       |                       |                       |                       |                       |  |  |                                      |                                      |                                      |                                      |                                         |                                         |                                         |                                         |                                         |                                         |                                      |                                      |                                              |                                              |                                              |                                              |                                              |                                              |                                    |                                    |                                         |                                         |                                         |                                         |                                         |                                         |                                         |                                         |                                            |                                            |                                            |                                            |                                            |                                            |                                       |                                       |  |  |  |  |  |  |
| خاندان کاپت           | خاندان کاپت           | خاندان کاپت           | خاندان کاپت           | خاندان کاپت           | خاندان کاپت           |  |  |                                      |                                      |                                      |                                      |                                         |                                         | بوهموند یکم ۱۰۵۴-۱۱۱۱ ح. ۱۰۹۸-۱۱۱۱      | بوهموند یکم ۱۰۵۴-۱۱۱۱ ح. ۱۰۹۸-۱۱۱۱      | بوهموند یکم ۱۰۵۴-۱۱۱۱ ح. ۱۰۹۸-۱۱۱۱      | بوهموند یکم ۱۰۵۴-۱۱۱۱ ح. ۱۰۹۸-۱۱۱۱      | بوهموند یکم ۱۰۵۴-۱۱۱۱ ح. ۱۰۹۸-۱۱۱۱   | بوهموند یکم ۱۰۵۴-۱۱۱۱ ح. ۱۰۹۸-۱۱۱۱   |                                              |                                              |                                              |                                              |                                              |                                              |                                    |                                    | کنستانس فرانسه ۱۰۷۸-۱۱۲۶ -              | کنستانس فرانسه ۱۰۷۸-۱۱۲۶ -              | کنستانس فرانسه ۱۰۷۸-۱۱۲۶ -              | کنستانس فرانسه ۱۰۷۸-۱۱۲۶ -              | کنستانس فرانسه ۱۰۷۸-۱۱۲۶ -              | کنستانس فرانسه ۱۰۷۸-۱۱۲۶ -              |                                         |                                         | بالدوین یکم اورشلیم ۱۰۵۸-۱۱۱۸ ح. ۱۱۰۰-۱۱۱۸ | بالدوین یکم اورشلیم ۱۰۵۸-۱۱۱۸ ح. ۱۱۰۰-۱۱۱۸ | بالدوین یکم اورشلیم ۱۰۵۸-۱۱۱۸ ح. ۱۱۰۰-۱۱۱۸ | بالدوین یکم اورشلیم ۱۰۵۸-۱۱۱۸ ح. ۱۱۰۰-۱۱۱۸ | بالدوین یکم اورشلیم ۱۰۵۸-۱۱۱۸ ح. ۱۱۰۰-۱۱۱۸ | بالدوین یکم اورشلیم ۱۰۵۸-۱۱۱۸ ح. ۱۱۰۰-۱۱۱۸ |                                       |                                       |  |  |  |  |  |  |
| خاندان کاپت           | خاندان کاپت           | خاندان کاپت           | خاندان کاپت           | خاندان کاپت           | خاندان کاپت           |  |  |                                      |                                      |                                      |                                      |                                         |                                         | بوهموند یکم ۱۰۵۴-۱۱۱۱ ح. ۱۰۹۸-۱۱۱۱      | بوهموند یکم ۱۰۵۴-۱۱۱۱ ح. ۱۰۹۸-۱۱۱۱      | بوهموند یکم ۱۰۵۴-۱۱۱۱ ح. ۱۰۹۸-۱۱۱۱      | بوهموند یکم ۱۰۵۴-۱۱۱۱ ح. ۱۰۹۸-۱۱۱۱      | بوهموند یکم ۱۰۵۴-۱۱۱۱ ح. ۱۰۹۸-۱۱۱۱   | بوهموند یکم ۱۰۵۴-۱۱۱۱ ح. ۱۰۹۸-۱۱۱۱   |                                              |                                              |                                              |                                              |                                              |                                              |                                    |                                    | کنستانس فرانسه ۱۰۷۸-۱۱۲۶ -              | کنستانس فرانسه ۱۰۷۸-۱۱۲۶ -              | کنستانس فرانسه ۱۰۷۸-۱۱۲۶ -              | کنستانس فرانسه ۱۰۷۸-۱۱۲۶ -              | کنستانس فرانسه ۱۰۷۸-۱۱۲۶ -              | کنستانس فرانسه ۱۰۷۸-۱۱۲۶ -              |                                         |                                         | بالدوین یکم اورشلیم ۱۰۵۸-۱۱۱۸ ح. ۱۱۰۰-۱۱۱۸ | بالدوین یکم اورشلیم ۱۰۵۸-۱۱۱۸ ح. ۱۱۰۰-۱۱۱۸ | بالدوین یکم اورشلیم ۱۰۵۸-۱۱۱۸ ح. ۱۱۰۰-۱۱۱۸ | بالدوین یکم اورشلیم ۱۰۵۸-۱۱۱۸ ح. ۱۱۰۰-۱۱۱۸ | بالدوین یکم اورشلیم ۱۰۵۸-۱۱۱۸ ح. ۱۱۰۰-۱۱۱۸ | بالدوین یکم اورشلیم ۱۰۵۸-۱۱۱۸ ح. ۱۱۰۰-۱۱۱۸ |                                       |                                       |  |  |  |  |  |  |
|                       |                       |                       |                       |                       |                       |  |  |                                      |                                      |                                      |                                      |                                         |                                         |                                         |                                         |                                         |                                         |                                      |                                      |                                              |                                              |                                              |                                              |                                              |                                              |                                    |                                    |                                         |                                         |                                         |                                         |                                         |                                         |                                         |                                         |                                            |                                            |                                            |                                            |                                            |                                            |                                       |                                       |  |  |  |  |  |  |
| خاندان بولون          | خاندان بولون          | خاندان بولون          | خاندان بولون          | خاندان بولون          | خاندان بولون          |  |  |                                      |                                      |                                      |                                      |                                         |                                         |                                         |                                         |                                         |                                         |                                      |                                      | بوهموند دوم ۱۱۰۷/۱۱۰۸-۱۱۳۰ ح. ۱۱۱۱/۱۱۱۹-۱۱۳۰ | بوهموند دوم ۱۱۰۷/۱۱۰۸-۱۱۳۰ ح. ۱۱۱۱/۱۱۱۹-۱۱۳۰ | بوهموند دوم ۱۱۰۷/۱۱۰۸-۱۱۳۰ ح. ۱۱۱۱/۱۱۱۹-۱۱۳۰ | بوهموند دوم ۱۱۰۷/۱۱۰۸-۱۱۳۰ ح. ۱۱۱۱/۱۱۱۹-۱۱۳۰ | بوهموند دوم ۱۱۰۷/۱۱۰۸-۱۱۳۰ ح. ۱۱۱۱/۱۱۱۹-۱۱۳۰ | بوهموند دوم ۱۱۰۷/۱۱۰۸-۱۱۳۰ ح. ۱۱۱۱/۱۱۱۹-۱۱۳۰ |                                    |                                    |                                         |                                         |                                         |                                         |                                         |                                         |                                         |                                         | آلیس اورشلیم ۱۱۱۰-۱۱۳۶                     | آلیس اورشلیم ۱۱۱۰-۱۱۳۶                     | آلیس اورشلیم ۱۱۱۰-۱۱۳۶                     | آلیس اورشلیم ۱۱۱۰-۱۱۳۶                     | آلیس اورشلیم ۱۱۱۰-۱۱۳۶                     | آلیس اورشلیم ۱۱۱۰-۱۱۳۶                     |                                       |                                       |  |  |  |  |  |  |
| خاندان بولون          | خاندان بولون          | خاندان بولون          | خاندان بولون          | خاندان بولون          | خاندان بولون          |  |  |                                      |                                      |                                      |                                      |                                         |                                         |                                         |                                         |                                         |                                         |                                      |                                      | بوهموند دوم ۱۱۰۷/۱۱۰۸-۱۱۳۰ ح. ۱۱۱۱/۱۱۱۹-۱۱۳۰ | بوهموند دوم ۱۱۰۷/۱۱۰۸-۱۱۳۰ ح. ۱۱۱۱/۱۱۱۹-۱۱۳۰ | بوهموند دوم ۱۱۰۷/۱۱۰۸-۱۱۳۰ ح. ۱۱۱۱/۱۱۱۹-۱۱۳۰ | بوهموند دوم ۱۱۰۷/۱۱۰۸-۱۱۳۰ ح. ۱۱۱۱/۱۱۱۹-۱۱۳۰ | بوهموند دوم ۱۱۰۷/۱۱۰۸-۱۱۳۰ ح. ۱۱۱۱/۱۱۱۹-۱۱۳۰ | بوهموند دوم ۱۱۰۷/۱۱۰۸-۱۱۳۰ ح. ۱۱۱۱/۱۱۱۹-۱۱۳۰ |                                    |                                    |                                         |                                         |                                         |                                         |                                         |                                         |                                         |                                         | آلیس اورشلیم ۱۱۱۰-۱۱۳۶                     | آلیس اورشلیم ۱۱۱۰-۱۱۳۶                     | آلیس اورشلیم ۱۱۱۰-۱۱۳۶                     | آلیس اورشلیم ۱۱۱۰-۱۱۳۶                     | آلیس اورشلیم ۱۱۱۰-۱۱۳۶                     | آلیس اورشلیم ۱۱۱۰-۱۱۳۶                     |                                       |                                       |  |  |  |  |  |  |
|                       |                       |                       |                       |                       |                       |  |  |                                      |                                      |                                      |                                      |                                         |                                         |                                         |                                         |                                         |                                         |                                      |                                      |                                              |                                              |                                              |                                              |                                              |                                              |                                    |                                    |                                         |                                         |                                         |                                         |                                         |                                         |                                         |                                         |                                            |                                            |                                            |                                            |                                            |                                            |                                       |                                       |  |  |  |  |  |  |
| خاندان پواتیه         | خاندان پواتیه         | خاندان پواتیه         | خاندان پواتیه         | خاندان پواتیه         | خاندان پواتیه         |  |  |                                      |                                      |                                      |                                      |                                         |                                         | ریموند پواتیه ۱۱۰۵-۱۱۴۹ ح.۱۱۳۶-۱۱۴۹     | ریموند پواتیه ۱۱۰۵-۱۱۴۹ ح.۱۱۳۶-۱۱۴۹     | ریموند پواتیه ۱۱۰۵-۱۱۴۹ ح.۱۱۳۶-۱۱۴۹     | ریموند پواتیه ۱۱۰۵-۱۱۴۹ ح.۱۱۳۶-۱۱۴۹     | ریموند پواتیه ۱۱۰۵-۱۱۴۹ ح.۱۱۳۶-۱۱۴۹  | ریموند پواتیه ۱۱۰۵-۱۱۴۹ ح.۱۱۳۶-۱۱۴۹  |                                              |                                              |                                              |                                              |                                              |                                              | کنستانس ۱۱۲۸-۱۱۶۳ ح.۱۱۳۰-۱۱۶۳      | کنستانس ۱۱۲۸-۱۱۶۳ ح.۱۱۳۰-۱۱۶۳      | کنستانس ۱۱۲۸-۱۱۶۳ ح.۱۱۳۰-۱۱۶۳           | کنستانس ۱۱۲۸-۱۱۶۳ ح.۱۱۳۰-۱۱۶۳           | کنستانس ۱۱۲۸-۱۱۶۳ ح.۱۱۳۰-۱۱۶۳           | کنستانس ۱۱۲۸-۱۱۶۳ ح.۱۱۳۰-۱۱۶۳           |                                         |                                         |                                         |                                         | رونو دو شاتیون ۱۱۲۵-۱۱۸۷ ح.۱۱۵۳-۱۱۶۰/۱۱۶۱  | رونو دو شاتیون ۱۱۲۵-۱۱۸۷ ح.۱۱۵۳-۱۱۶۰/۱۱۶۱  | رونو دو شاتیون ۱۱۲۵-۱۱۸۷ ح.۱۱۵۳-۱۱۶۰/۱۱۶۱  | رونو دو شاتیون ۱۱۲۵-۱۱۸۷ ح.۱۱۵۳-۱۱۶۰/۱۱۶۱  | رونو دو شاتیون ۱۱۲۵-۱۱۸۷ ح.۱۱۵۳-۱۱۶۰/۱۱۶۱  | رونو دو شاتیون ۱۱۲۵-۱۱۸۷ ح.۱۱۵۳-۱۱۶۰/۱۱۶۱  |                                       |                                       |  |  |  |  |  |  |
| خاندان پواتیه         | خاندان پواتیه         | خاندان پواتیه         | خاندان پواتیه         | خاندان پواتیه         | خاندان پواتیه         |  |  |                                      |                                      |                                      |                                      |                                         |                                         | ریموند پواتیه ۱۱۰۵-۱۱۴۹ ح.۱۱۳۶-۱۱۴۹     | ریموند پواتیه ۱۱۰۵-۱۱۴۹ ح.۱۱۳۶-۱۱۴۹     | ریموند پواتیه ۱۱۰۵-۱۱۴۹ ح.۱۱۳۶-۱۱۴۹     | ریموند پواتیه ۱۱۰۵-۱۱۴۹ ح.۱۱۳۶-۱۱۴۹     | ریموند پواتیه ۱۱۰۵-۱۱۴۹ ح.۱۱۳۶-۱۱۴۹  | ریموند پواتیه ۱۱۰۵-۱۱۴۹ ح.۱۱۳۶-۱۱۴۹  |                                              |                                              |                                              |                                              |                                              |                                              | کنستانس ۱۱۲۸-۱۱۶۳ ح.۱۱۳۰-۱۱۶۳      | کنستانس ۱۱۲۸-۱۱۶۳ ح.۱۱۳۰-۱۱۶۳      | کنستانس ۱۱۲۸-۱۱۶۳ ح.۱۱۳۰-۱۱۶۳           | کنستانس ۱۱۲۸-۱۱۶۳ ح.۱۱۳۰-۱۱۶۳           | کنستانس ۱۱۲۸-۱۱۶۳ ح.۱۱۳۰-۱۱۶۳           | کنستانس ۱۱۲۸-۱۱۶۳ ح.۱۱۳۰-۱۱۶۳           |                                         |                                         |                                         |                                         | رونو دو شاتیون ۱۱۲۵-۱۱۸۷ ح.۱۱۵۳-۱۱۶۰/۱۱۶۱  | رونو دو شاتیون ۱۱۲۵-۱۱۸۷ ح.۱۱۵۳-۱۱۶۰/۱۱۶۱  | رونو دو شاتیون ۱۱۲۵-۱۱۸۷ ح.۱۱۵۳-۱۱۶۰/۱۱۶۱  | رونو دو شاتیون ۱۱۲۵-۱۱۸۷ ح.۱۱۵۳-۱۱۶۰/۱۱۶۱  | رونو دو شاتیون ۱۱۲۵-۱۱۸۷ ح.۱۱۵۳-۱۱۶۰/۱۱۶۱  | رونو دو شاتیون ۱۱۲۵-۱۱۸۷ ح.۱۱۵۳-۱۱۶۰/۱۱۶۱  |                                       |                                       |  |  |  |  |  |  |
|                       |                       |                       |                       |                       |                       |  |  |                                      |                                      |                                      |                                      |                                         |                                         |                                         |                                         |                                         |                                         |                                      |                                      |                                              |                                              |                                              |                                              |                                              |                                              |                                    |                                    |                                         |                                         |                                         |                                         |                                         |                                         |                                         |                                         |                                            |                                            |                                            |                                            |                                            |                                            |                                       |                                       |  |  |  |  |  |  |
|                       |                       |                       |                       |                       |                       |  |  |                                      |                                      |                                      |                                      |                                         |                                         |                                         |                                         |                                         |                                         |                                      |                                      |                                              |                                              |                                              |                                              |                                              |                                              |                                    |                                    |                                         |                                         |                                         |                                         |                                         |                                         |                                         |                                         |                                            |                                            |                                            |                                            |                                            |                                            |                                       |                                       |  |  |  |  |  |  |
| خاندان شاتیون         | خاندان شاتیون         | خاندان شاتیون         | خاندان شاتیون         | خاندان شاتیون         | خاندان شاتیون         |  |  |                                      |                                      |                                      |                                      | فیلیپا انطاکیه ۱۱۴۸-۱۱۷۸ -              | فیلیپا انطاکیه ۱۱۴۸-۱۱۷۸ -              | فیلیپا انطاکیه ۱۱۴۸-۱۱۷۸ -              | فیلیپا انطاکیه ۱۱۴۸-۱۱۷۸ -              | فیلیپا انطاکیه ۱۱۴۸-۱۱۷۸ -              | فیلیپا انطاکیه ۱۱۴۸-۱۱۷۸ -              |                                      |                                      |                                              |                                              |                                              |                                              |                                              |                                              |                                    |                                    | ماریا انطاکیه ۱۱۴۵-۱۱۸۲ -               | ماریا انطاکیه ۱۱۴۵-۱۱۸۲ -               | ماریا انطاکیه ۱۱۴۵-۱۱۸۲ -               | ماریا انطاکیه ۱۱۴۵-۱۱۸۲ -               | ماریا انطاکیه ۱۱۴۵-۱۱۸۲ -               | ماریا انطاکیه ۱۱۴۵-۱۱۸۲ -               |                                         |                                         | مانوئل یکم بیزانس ۱۱۱۸-۱۱۸۰ ح.۱۱۴۳-۱۱۸۰    | مانوئل یکم بیزانس ۱۱۱۸-۱۱۸۰ ح.۱۱۴۳-۱۱۸۰    | مانوئل یکم بیزانس ۱۱۱۸-۱۱۸۰ ح.۱۱۴۳-۱۱۸۰    | مانوئل یکم بیزانس ۱۱۱۸-۱۱۸۰ ح.۱۱۴۳-۱۱۸۰    | مانوئل یکم بیزانس ۱۱۱۸-۱۱۸۰ ح.۱۱۴۳-۱۱۸۰    | مانوئل یکم بیزانس ۱۱۱۸-۱۱۸۰ ح.۱۱۴۳-۱۱۸۰    |                                       |                                       |  |  |  |  |  |  |
| خاندان شاتیون         | خاندان شاتیون         | خاندان شاتیون         | خاندان شاتیون         | خاندان شاتیون         | خاندان شاتیون         |  |  |                                      |                                      |                                      |                                      | فیلیپا انطاکیه ۱۱۴۸-۱۱۷۸ -              | فیلیپا انطاکیه ۱۱۴۸-۱۱۷۸ -              | فیلیپا انطاکیه ۱۱۴۸-۱۱۷۸ -              | فیلیپا انطاکیه ۱۱۴۸-۱۱۷۸ -              | فیلیپا انطاکیه ۱۱۴۸-۱۱۷۸ -              | فیلیپا انطاکیه ۱۱۴۸-۱۱۷۸ -              |                                      |                                      |                                              |                                              |                                              |                                              |                                              |                                              |                                    |                                    | ماریا انطاکیه ۱۱۴۵-۱۱۸۲ -               | ماریا انطاکیه ۱۱۴۵-۱۱۸۲ -               | ماریا انطاکیه ۱۱۴۵-۱۱۸۲ -               | ماریا انطاکیه ۱۱۴۵-۱۱۸۲ -               | ماریا انطاکیه ۱۱۴۵-۱۱۸۲ -               | ماریا انطاکیه ۱۱۴۵-۱۱۸۲ -               |                                         |                                         | مانوئل یکم بیزانس ۱۱۱۸-۱۱۸۰ ح.۱۱۴۳-۱۱۸۰    | مانوئل یکم بیزانس ۱۱۱۸-۱۱۸۰ ح.۱۱۴۳-۱۱۸۰    | مانوئل یکم بیزانس ۱۱۱۸-۱۱۸۰ ح.۱۱۴۳-۱۱۸۰    | مانوئل یکم بیزانس ۱۱۱۸-۱۱۸۰ ح.۱۱۴۳-۱۱۸۰    | مانوئل یکم بیزانس ۱۱۱۸-۱۱۸۰ ح.۱۱۴۳-۱۱۸۰    | مانوئل یکم بیزانس ۱۱۱۸-۱۱۸۰ ح.۱۱۴۳-۱۱۸۰    |                                       |                                       |  |  |  |  |  |  |
|                       |                       |                       |                       |                       |                       |  |  |                                      |                                      |                                      |                                      |                                         |                                         |                                         |                                         |                                         |                                         |                                      |                                      |                                              |                                              |                                              |                                              |                                              |                                              |                                    |                                    |                                         |                                         |                                         |                                         |                                         |                                         |                                         |                                         |                                            |                                            |                                            |                                            |                                            |                                            |                                       |                                       |  |  |  |  |  |  |
| خاندان پواتیه-انطاکیه | خاندان پواتیه-انطاکیه | خاندان پواتیه-انطاکیه | خاندان پواتیه-انطاکیه | خاندان پواتیه-انطاکیه | خاندان پواتیه-انطاکیه |  |  | اورگیوز ؟-۱۱۷۶ -                     | اورگیوز ؟-۱۱۷۶ -                     | اورگیوز ؟-۱۱۷۶ -                     | اورگیوز ؟-۱۱۷۶ -                     | اورگیوز ؟-۱۱۷۶ -                        | اورگیوز ؟-۱۱۷۶ -                        |                                         |                                         |                                         |                                         |                                      |                                      | بوهموند سوم ۱۱۴۸-۱۲۰۱ ح.۱۱۶۳-۱۲۰۱            | بوهموند سوم ۱۱۴۸-۱۲۰۱ ح.۱۱۶۳-۱۲۰۱            | بوهموند سوم ۱۱۴۸-۱۲۰۱ ح.۱۱۶۳-۱۲۰۱            | بوهموند سوم ۱۱۴۸-۱۲۰۱ ح.۱۱۶۳-۱۲۰۱            | بوهموند سوم ۱۱۴۸-۱۲۰۱ ح.۱۱۶۳-۱۲۰۱            | بوهموند سوم ۱۱۴۸-۱۲۰۱ ح.۱۱۶۳-۱۲۰۱            |                                    |                                    | تئودورا کومننه ؟-۱۱۸۱ -                 | تئودورا کومننه ؟-۱۱۸۱ -                 | تئودورا کومننه ؟-۱۱۸۱ -                 | تئودورا کومننه ؟-۱۱۸۱ -                 | تئودورا کومننه ؟-۱۱۸۱ -                 | تئودورا کومننه ؟-۱۱۸۱ -                 |                                         |                                         | آلکسیوس دوم بیزانس ۱۱۶۹-۱۱۸۳ ح.۱۱۸۰-۱۱۸۳   | آلکسیوس دوم بیزانس ۱۱۶۹-۱۱۸۳ ح.۱۱۸۰-۱۱۸۳   | آلکسیوس دوم بیزانس ۱۱۶۹-۱۱۸۳ ح.۱۱۸۰-۱۱۸۳   | آلکسیوس دوم بیزانس ۱۱۶۹-۱۱۸۳ ح.۱۱۸۰-۱۱۸۳   | آلکسیوس دوم بیزانس ۱۱۶۹-۱۱۸۳ ح.۱۱۸۰-۱۱۸۳   | آلکسیوس دوم بیزانس ۱۱۶۹-۱۱۸۳ ح.۱۱۸۰-۱۱۸۳   |                                       |                                       |  |  |  |  |  |  |
| خاندان پواتیه-انطاکیه | خاندان پواتیه-انطاکیه | خاندان پواتیه-انطاکیه | خاندان پواتیه-انطاکیه | خاندان پواتیه-انطاکیه | خاندان پواتیه-انطاکیه |  |  | اورگیوز ؟-۱۱۷۶ -                     | اورگیوز ؟-۱۱۷۶ -                     | اورگیوز ؟-۱۱۷۶ -                     | اورگیوز ؟-۱۱۷۶ -                     | اورگیوز ؟-۱۱۷۶ -                        | اورگیوز ؟-۱۱۷۶ -                        |                                         |                                         |                                         |                                         |                                      |                                      | بوهموند سوم ۱۱۴۸-۱۲۰۱ ح.۱۱۶۳-۱۲۰۱            | بوهموند سوم ۱۱۴۸-۱۲۰۱ ح.۱۱۶۳-۱۲۰۱            | بوهموند سوم ۱۱۴۸-۱۲۰۱ ح.۱۱۶۳-۱۲۰۱            | بوهموند سوم ۱۱۴۸-۱۲۰۱ ح.۱۱۶۳-۱۲۰۱            | بوهموند سوم ۱۱۴۸-۱۲۰۱ ح.۱۱۶۳-۱۲۰۱            | بوهموند سوم ۱۱۴۸-۱۲۰۱ ح.۱۱۶۳-۱۲۰۱            |                                    |                                    | تئودورا کومننه ؟-۱۱۸۱ -                 | تئودورا کومننه ؟-۱۱۸۱ -                 | تئودورا کومننه ؟-۱۱۸۱ -                 | تئودورا کومننه ؟-۱۱۸۱ -                 | تئودورا کومننه ؟-۱۱۸۱ -                 | تئودورا کومننه ؟-۱۱۸۱ -                 |                                         |                                         | آلکسیوس دوم بیزانس ۱۱۶۹-۱۱۸۳ ح.۱۱۸۰-۱۱۸۳   | آلکسیوس دوم بیزانس ۱۱۶۹-۱۱۸۳ ح.۱۱۸۰-۱۱۸۳   | آلکسیوس دوم بیزانس ۱۱۶۹-۱۱۸۳ ح.۱۱۸۰-۱۱۸۳   | آلکسیوس دوم بیزانس ۱۱۶۹-۱۱۸۳ ح.۱۱۸۰-۱۱۸۳   | آلکسیوس دوم بیزانس ۱۱۶۹-۱۱۸۳ ح.۱۱۸۰-۱۱۸۳   | آلکسیوس دوم بیزانس ۱۱۶۹-۱۱۸۳ ح.۱۱۸۰-۱۱۸۳   |                                       |                                       |  |  |  |  |  |  |
|                       |                       |                       |                       |                       |                       |  |  |                                      |                                      |                                      |                                      |                                         |                                         |                                         |                                         |                                         |                                         |                                      |                                      |                                              |                                              |                                              |                                              |                                              |                                              |                                    |                                    |                                         |                                         |                                         |                                         |                                         |                                         |                                         |                                         |                                            |                                            |                                            |                                            |                                            |                                            |                                       |                                       |  |  |  |  |  |  |
|                       |                       |                       |                       |                       |                       |  |  |                                      |                                      |                                      |                                      |                                         |                                         |                                         |                                         |                                         |                                         |                                      |                                      |                                              |                                              |                                              |                                              |                                              |                                              |                                    |                                    |                                         |                                         |                                         |                                         |                                         |                                         |                                         |                                         |                                            |                                            |                                            |                                            |                                            |                                            |                                       |                                       |  |  |  |  |  |  |
| خاندان کومنن          | خاندان کومنن          | خاندان کومنن          | خاندان کومنن          | خاندان کومنن          | خاندان کومنن          |  |  | بوهموند چهارم ۱۱۷۵-۱۲۳۳ ح. ۱۲۰۱-۱۲۳۳ | بوهموند چهارم ۱۱۷۵-۱۲۳۳ ح. ۱۲۰۱-۱۲۳۳ | بوهموند چهارم ۱۱۷۵-۱۲۳۳ ح. ۱۲۰۱-۱۲۳۳ | بوهموند چهارم ۱۱۷۵-۱۲۳۳ ح. ۱۲۰۱-۱۲۳۳ | بوهموند چهارم ۱۱۷۵-۱۲۳۳ ح. ۱۲۰۱-۱۲۳۳    | بوهموند چهارم ۱۱۷۵-۱۲۳۳ ح. ۱۲۰۱-۱۲۳۳    |                                         |                                         |                                         |                                         |                                      |                                      | پلیسانس امبریاکو ؟-۱۱۹۸ -                    | پلیسانس امبریاکو ؟-۱۱۹۸ -                    | پلیسانس امبریاکو ؟-۱۱۹۸ -                    | پلیسانس امبریاکو ؟-۱۱۹۸ -                    | پلیسانس امبریاکو ؟-۱۱۹۸ -                    | پلیسانس امبریاکو ؟-۱۱۹۸ -                    |                                    |                                    | ریموند چهارم طرابلس ؟-۱۱۹۹ ح. ۱۱۸۷-۱۱۹۹ | ریموند چهارم طرابلس ؟-۱۱۹۹ ح. ۱۱۸۷-۱۱۹۹ | ریموند چهارم طرابلس ؟-۱۱۹۹ ح. ۱۱۸۷-۱۱۹۹ | ریموند چهارم طرابلس ؟-۱۱۹۹ ح. ۱۱۸۷-۱۱۹۹ | ریموند چهارم طرابلس ؟-۱۱۹۹ ح. ۱۱۸۷-۱۱۹۹ | ریموند چهارم طرابلس ؟-۱۱۹۹ ح. ۱۱۸۷-۱۱۹۹ |                                         |                                         | آلیس ارمنستان ۱۱۸۲-۱۲۳۴ -                  | آلیس ارمنستان ۱۱۸۲-۱۲۳۴ -                  | آلیس ارمنستان ۱۱۸۲-۱۲۳۴ -                  | آلیس ارمنستان ۱۱۸۲-۱۲۳۴ -                  | آلیس ارمنستان ۱۱۸۲-۱۲۳۴ -                  | آلیس ارمنستان ۱۱۸۲-۱۲۳۴ -                  |                                       |                                       |  |  |  |  |  |  |
| خاندان کومنن          | خاندان کومنن          | خاندان کومنن          | خاندان کومنن          | خاندان کومنن          | خاندان کومنن          |  |  | بوهموند چهارم ۱۱۷۵-۱۲۳۳ ح. ۱۲۰۱-۱۲۳۳ | بوهموند چهارم ۱۱۷۵-۱۲۳۳ ح. ۱۲۰۱-۱۲۳۳ | بوهموند چهارم ۱۱۷۵-۱۲۳۳ ح. ۱۲۰۱-۱۲۳۳ | بوهموند چهارم ۱۱۷۵-۱۲۳۳ ح. ۱۲۰۱-۱۲۳۳ | بوهموند چهارم ۱۱۷۵-۱۲۳۳ ح. ۱۲۰۱-۱۲۳۳    | بوهموند چهارم ۱۱۷۵-۱۲۳۳ ح. ۱۲۰۱-۱۲۳۳    |                                         |                                         |                                         |                                         |                                      |                                      | پلیسانس امبریاکو ؟-۱۱۹۸ -                    | پلیسانس امبریاکو ؟-۱۱۹۸ -                    | پلیسانس امبریاکو ؟-۱۱۹۸ -                    | پلیسانس امبریاکو ؟-۱۱۹۸ -                    | پلیسانس امبریاکو ؟-۱۱۹۸ -                    | پلیسانس امبریاکو ؟-۱۱۹۸ -                    |                                    |                                    | ریموند چهارم طرابلس ؟-۱۱۹۹ ح. ۱۱۸۷-۱۱۹۹ | ریموند چهارم طرابلس ؟-۱۱۹۹ ح. ۱۱۸۷-۱۱۹۹ | ریموند چهارم طرابلس ؟-۱۱۹۹ ح. ۱۱۸۷-۱۱۹۹ | ریموند چهارم طرابلس ؟-۱۱۹۹ ح. ۱۱۸۷-۱۱۹۹ | ریموند چهارم طرابلس ؟-۱۱۹۹ ح. ۱۱۸۷-۱۱۹۹ | ریموند چهارم طرابلس ؟-۱۱۹۹ ح. ۱۱۸۷-۱۱۹۹ |                                         |                                         | آلیس ارمنستان ۱۱۸۲-۱۲۳۴ -                  | آلیس ارمنستان ۱۱۸۲-۱۲۳۴ -                  | آلیس ارمنستان ۱۱۸۲-۱۲۳۴ -                  | آلیس ارمنستان ۱۱۸۲-۱۲۳۴ -                  | آلیس ارمنستان ۱۱۸۲-۱۲۳۴ -                  | آلیس ارمنستان ۱۱۸۲-۱۲۳۴ -                  |                                       |                                       |  |  |  |  |  |  |
|                       |                       |                       |                       |                       |                       |  |  |                                      |                                      |                                      |                                      |                                         |                                         |                                         |                                         |                                         |                                         |                                      |                                      |                                              |                                              |                                              |                                              |                                              |                                              |                                    |                                    |                                         |                                         |                                         |                                         |                                         |                                         |                                         |                                         |                                            |                                            |                                            |                                            |                                            |                                            |                                       |                                       |  |  |  |  |  |  |
| خاندان روبن           | خاندان روبن           | خاندان روبن           | خاندان روبن           | خاندان روبن           | خاندان روبن           |  |  | هنری انطاکیه ۱۲۱۷-۱۲۳۴ -             | هنری انطاکیه ۱۲۱۷-۱۲۳۴ -             | هنری انطاکیه ۱۲۱۷-۱۲۳۴ -             | هنری انطاکیه ۱۲۱۷-۱۲۳۴ -             | هنری انطاکیه ۱۲۱۷-۱۲۳۴ -                | هنری انطاکیه ۱۲۱۷-۱۲۳۴ -                |                                         |                                         |                                         |                                         |                                      |                                      |                                              |                                              |                                              |                                              |                                              |                                              |                                    |                                    |                                         |                                         |                                         |                                         | ریموند روبن ۱۱۹۸-۱۲۲۱/۱۲۲۲ ح. ۱۲۱۶-۱۲۱۹ | ریموند روبن ۱۱۹۸-۱۲۲۱/۱۲۲۲ ح. ۱۲۱۶-۱۲۱۹ | ریموند روبن ۱۱۹۸-۱۲۲۱/۱۲۲۲ ح. ۱۲۱۶-۱۲۱۹ | ریموند روبن ۱۱۹۸-۱۲۲۱/۱۲۲۲ ح. ۱۲۱۶-۱۲۱۹ | ریموند روبن ۱۱۹۸-۱۲۲۱/۱۲۲۲ ح. ۱۲۱۶-۱۲۱۹    | ریموند روبن ۱۱۹۸-۱۲۲۱/۱۲۲۲ ح. ۱۲۱۶-۱۲۱۹    |                                            |                                            |                                            |                                            |                                       |                                       |  |  |  |  |  |  |
| خاندان روبن           | خاندان روبن           | خاندان روبن           | خاندان روبن           | خاندان روبن           | خاندان روبن           |  |  | هنری انطاکیه ۱۲۱۷-۱۲۳۴ -             | هنری انطاکیه ۱۲۱۷-۱۲۳۴ -             | هنری انطاکیه ۱۲۱۷-۱۲۳۴ -             | هنری انطاکیه ۱۲۱۷-۱۲۳۴ -             | هنری انطاکیه ۱۲۱۷-۱۲۳۴ -                | هنری انطاکیه ۱۲۱۷-۱۲۳۴ -                |                                         |                                         |                                         |                                         |                                      |                                      |                                              |                                              |                                              |                                              |                                              |                                              |                                    |                                    |                                         |                                         |                                         |                                         | ریموند روبن ۱۱۹۸-۱۲۲۱/۱۲۲۲ ح. ۱۲۱۶-۱۲۱۹ | ریموند روبن ۱۱۹۸-۱۲۲۱/۱۲۲۲ ح. ۱۲۱۶-۱۲۱۹ | ریموند روبن ۱۱۹۸-۱۲۲۱/۱۲۲۲ ح. ۱۲۱۶-۱۲۱۹ | ریموند روبن ۱۱۹۸-۱۲۲۱/۱۲۲۲ ح. ۱۲۱۶-۱۲۱۹ | ریموند روبن ۱۱۹۸-۱۲۲۱/۱۲۲۲ ح. ۱۲۱۶-۱۲۱۹    | ریموند روبن ۱۱۹۸-۱۲۲۱/۱۲۲۲ ح. ۱۲۱۶-۱۲۱۹    |                                            |                                            |                                            |                                            |                                       |                                       |  |  |  |  |  |  |
|                       |                       |                       |                       |                       |                       |  |  |                                      |                                      |                                      |                                      |                                         |                                         |                                         |                                         |                                         |                                         |                                      |                                      |                                              |                                              |                                              |                                              |                                              |                                              |                                    |                                    |                                         |                                         |                                         |                                         |                                         |                                         |                                         |                                         |                                            |                                            |                                            |                                            |                                            |                                            |                                       |                                       |  |  |  |  |  |  |
| خاندان هتوم           | خاندان هتوم           | خاندان هتوم           | خاندان هتوم           | خاندان هتوم           | خاندان هتوم           |  |  | لوچیا سگنی ؟-۱۲۳۵ -                  | لوچیا سگنی ؟-۱۲۳۵ -                  | لوچیا سگنی ؟-۱۲۳۵ -                  | لوچیا سگنی ؟-۱۲۳۵ -                  | لوچیا سگنی ؟-۱۲۳۵ -                     | لوچیا سگنی ؟-۱۲۳۵ -                     |                                         |                                         |                                         |                                         |                                      |                                      | بوهموند پنجم ۱۱۹۹-۱۲۵۲ ح.۱۲۳۳-۱۲۵۲           | بوهموند پنجم ۱۱۹۹-۱۲۵۲ ح.۱۲۳۳-۱۲۵۲           | بوهموند پنجم ۱۱۹۹-۱۲۵۲ ح.۱۲۳۳-۱۲۵۲           | بوهموند پنجم ۱۱۹۹-۱۲۵۲ ح.۱۲۳۳-۱۲۵۲           | بوهموند پنجم ۱۱۹۹-۱۲۵۲ ح.۱۲۳۳-۱۲۵۲           | بوهموند پنجم ۱۱۹۹-۱۲۵۲ ح.۱۲۳۳-۱۲۵۲           |                                    |                                    | آلیس شامپانی ۱۱۹۳-۱۲۴۶ -                | آلیس شامپانی ۱۱۹۳-۱۲۴۶ -                | آلیس شامپانی ۱۱۹۳-۱۲۴۶ -                | آلیس شامپانی ۱۱۹۳-۱۲۴۶ -                | آلیس شامپانی ۱۱۹۳-۱۲۴۶ -                | آلیس شامپانی ۱۱۹۳-۱۲۴۶ -                |                                         |                                         | هیو یکم قبرس ۱۱۹۴/۱۱۹۵-۱۲۱۸ ح.۱۲۰۵-۱۲۱۸    | هیو یکم قبرس ۱۱۹۴/۱۱۹۵-۱۲۱۸ ح.۱۲۰۵-۱۲۱۸    | هیو یکم قبرس ۱۱۹۴/۱۱۹۵-۱۲۱۸ ح.۱۲۰۵-۱۲۱۸    | هیو یکم قبرس ۱۱۹۴/۱۱۹۵-۱۲۱۸ ح.۱۲۰۵-۱۲۱۸    | هیو یکم قبرس ۱۱۹۴/۱۱۹۵-۱۲۱۸ ح.۱۲۰۵-۱۲۱۸    | هیو یکم قبرس ۱۱۹۴/۱۱۹۵-۱۲۱۸ ح.۱۲۰۵-۱۲۱۸    |                                       |                                       |  |  |  |  |  |  |
| خاندان هتوم           | خاندان هتوم           | خاندان هتوم           | خاندان هتوم           | خاندان هتوم           | خاندان هتوم           |  |  | لوچیا سگنی ؟-۱۲۳۵ -                  | لوچیا سگنی ؟-۱۲۳۵ -                  | لوچیا سگنی ؟-۱۲۳۵ -                  | لوچیا سگنی ؟-۱۲۳۵ -                  | لوچیا سگنی ؟-۱۲۳۵ -                     | لوچیا سگنی ؟-۱۲۳۵ -                     |                                         |                                         |                                         |                                         |                                      |                                      | بوهموند پنجم ۱۱۹۹-۱۲۵۲ ح.۱۲۳۳-۱۲۵۲           | بوهموند پنجم ۱۱۹۹-۱۲۵۲ ح.۱۲۳۳-۱۲۵۲           | بوهموند پنجم ۱۱۹۹-۱۲۵۲ ح.۱۲۳۳-۱۲۵۲           | بوهموند پنجم ۱۱۹۹-۱۲۵۲ ح.۱۲۳۳-۱۲۵۲           | بوهموند پنجم ۱۱۹۹-۱۲۵۲ ح.۱۲۳۳-۱۲۵۲           | بوهموند پنجم ۱۱۹۹-۱۲۵۲ ح.۱۲۳۳-۱۲۵۲           |                                    |                                    | آلیس شامپانی ۱۱۹۳-۱۲۴۶ -                | آلیس شامپانی ۱۱۹۳-۱۲۴۶ -                | آلیس شامپانی ۱۱۹۳-۱۲۴۶ -                | آلیس شامپانی ۱۱۹۳-۱۲۴۶ -                | آلیس شامپانی ۱۱۹۳-۱۲۴۶ -                | آلیس شامپانی ۱۱۹۳-۱۲۴۶ -                |                                         |                                         | هیو یکم قبرس ۱۱۹۴/۱۱۹۵-۱۲۱۸ ح.۱۲۰۵-۱۲۱۸    | هیو یکم قبرس ۱۱۹۴/۱۱۹۵-۱۲۱۸ ح.۱۲۰۵-۱۲۱۸    | هیو یکم قبرس ۱۱۹۴/۱۱۹۵-۱۲۱۸ ح.۱۲۰۵-۱۲۱۸    | هیو یکم قبرس ۱۱۹۴/۱۱۹۵-۱۲۱۸ ح.۱۲۰۵-۱۲۱۸    | هیو یکم قبرس ۱۱۹۴/۱۱۹۵-۱۲۱۸ ح.۱۲۰۵-۱۲۱۸    | هیو یکم قبرس ۱۱۹۴/۱۱۹۵-۱۲۱۸ ح.۱۲۰۵-۱۲۱۸    |                                       |                                       |  |  |  |  |  |  |
|                       |                       |                       |                       |                       |                       |  |  |                                      |                                      |                                      |                                      |                                         |                                         |                                         |                                         |                                         |                                         |                                      |                                      |                                              |                                              |                                              |                                              |                                              |                                              |                                    |                                    |                                         |                                         |                                         |                                         |                                         |                                         |                                         |                                         |                                            |                                            |                                            |                                            |                                            |                                            |                                       |                                       |  |  |  |  |  |  |
|                       |                       |                       |                       |                       |                       |  |  |                                      |                                      |                                      |                                      |                                         |                                         |                                         |                                         |                                         |                                         |                                      |                                      |                                              |                                              |                                              |                                              |                                              |                                              |                                    |                                    |                                         |                                         |                                         |                                         |                                         |                                         |                                         |                                         |                                            |                                            |                                            |                                            |                                            |                                            |                                       |                                       |  |  |  |  |  |  |
| خاندان لوزینیان       | خاندان لوزینیان       | خاندان لوزینیان       | خاندان لوزینیان       | خاندان لوزینیان       | خاندان لوزینیان       |  |  | پلیسانس ۱۲۳۵/۱۲۳۶-۱۲۶۱ -             | پلیسانس ۱۲۳۵/۱۲۳۶-۱۲۶۱ -             | پلیسانس ۱۲۳۵/۱۲۳۶-۱۲۶۱ -             | پلیسانس ۱۲۳۵/۱۲۳۶-۱۲۶۱ -             | پلیسانس ۱۲۳۵/۱۲۳۶-۱۲۶۱ -                | پلیسانس ۱۲۳۵/۱۲۳۶-۱۲۶۱ -                |                                         |                                         | هنری یکم قبرس ۱۲۷۱-۱۲۵۳ ح. ۱۲۱۸-۱۲۵۳    | هنری یکم قبرس ۱۲۷۱-۱۲۵۳ ح. ۱۲۱۸-۱۲۵۳    | هنری یکم قبرس ۱۲۷۱-۱۲۵۳ ح. ۱۲۱۸-۱۲۵۳ | هنری یکم قبرس ۱۲۷۱-۱۲۵۳ ح. ۱۲۱۸-۱۲۵۳ | هنری یکم قبرس ۱۲۷۱-۱۲۵۳ ح. ۱۲۱۸-۱۲۵۳         | هنری یکم قبرس ۱۲۷۱-۱۲۵۳ ح. ۱۲۱۸-۱۲۵۳         |                                              |                                              |                                              |                                              |                                    |                                    | بوهموند ششم ۱۲۳۷-۱۲۷۵ ح. ۱۲۵۱-۱۲۶۸      | بوهموند ششم ۱۲۳۷-۱۲۷۵ ح. ۱۲۵۱-۱۲۶۸      | بوهموند ششم ۱۲۳۷-۱۲۷۵ ح. ۱۲۵۱-۱۲۶۸      | بوهموند ششم ۱۲۳۷-۱۲۷۵ ح. ۱۲۵۱-۱۲۶۸      | بوهموند ششم ۱۲۳۷-۱۲۷۵ ح. ۱۲۵۱-۱۲۶۸      | بوهموند ششم ۱۲۳۷-۱۲۷۵ ح. ۱۲۵۱-۱۲۶۸      |                                         |                                         | سیبلا ارمنستان ؟-۱۲۹۰ -                    | سیبلا ارمنستان ؟-۱۲۹۰ -                    | سیبلا ارمنستان ؟-۱۲۹۰ -                    | سیبلا ارمنستان ؟-۱۲۹۰ -                    | سیبلا ارمنستان ؟-۱۲۹۰ -                    | سیبلا ارمنستان ؟-۱۲۹۰ -                    |                                       |                                       |  |  |  |  |  |  |
| خاندان لوزینیان       | خاندان لوزینیان       | خاندان لوزینیان       | خاندان لوزینیان       | خاندان لوزینیان       | خاندان لوزینیان       |  |  | پلیسانس ۱۲۳۵/۱۲۳۶-۱۲۶۱ -             | پلیسانس ۱۲۳۵/۱۲۳۶-۱۲۶۱ -             | پلیسانس ۱۲۳۵/۱۲۳۶-۱۲۶۱ -             | پلیسانس ۱۲۳۵/۱۲۳۶-۱۲۶۱ -             | پلیسانس ۱۲۳۵/۱۲۳۶-۱۲۶۱ -                | پلیسانس ۱۲۳۵/۱۲۳۶-۱۲۶۱ -                |                                         |                                         | هنری یکم قبرس ۱۲۷۱-۱۲۵۳ ح. ۱۲۱۸-۱۲۵۳    | هنری یکم قبرس ۱۲۷۱-۱۲۵۳ ح. ۱۲۱۸-۱۲۵۳    | هنری یکم قبرس ۱۲۷۱-۱۲۵۳ ح. ۱۲۱۸-۱۲۵۳ | هنری یکم قبرس ۱۲۷۱-۱۲۵۳ ح. ۱۲۱۸-۱۲۵۳ | هنری یکم قبرس ۱۲۷۱-۱۲۵۳ ح. ۱۲۱۸-۱۲۵۳         | هنری یکم قبرس ۱۲۷۱-۱۲۵۳ ح. ۱۲۱۸-۱۲۵۳         |                                              |                                              |                                              |                                              |                                    |                                    | بوهموند ششم ۱۲۳۷-۱۲۷۵ ح. ۱۲۵۱-۱۲۶۸      | بوهموند ششم ۱۲۳۷-۱۲۷۵ ح. ۱۲۵۱-۱۲۶۸      | بوهموند ششم ۱۲۳۷-۱۲۷۵ ح. ۱۲۵۱-۱۲۶۸      | بوهموند ششم ۱۲۳۷-۱۲۷۵ ح. ۱۲۵۱-۱۲۶۸      | بوهموند ششم ۱۲۳۷-۱۲۷۵ ح. ۱۲۵۱-۱۲۶۸      | بوهموند ششم ۱۲۳۷-۱۲۷۵ ح. ۱۲۵۱-۱۲۶۸      |                                         |                                         | سیبلا ارمنستان ؟-۱۲۹۰ -                    | سیبلا ارمنستان ؟-۱۲۹۰ -                    | سیبلا ارمنستان ؟-۱۲۹۰ -                    | سیبلا ارمنستان ؟-۱۲۹۰ -                    | سیبلا ارمنستان ؟-۱۲۹۰ -                    | سیبلا ارمنستان ؟-۱۲۹۰ -                    |                                       |                                       |  |  |  |  |  |  |
|                       |                       |                       |                       |                       |                       |  |  |                                      |                                      |                                      |                                      |                                         |                                         |                                         |                                         |                                         |                                         |                                      |                                      |                                              |                                              |                                              |                                              |                                              |                                              |                                    |                                    |                                         |                                         |                                         |                                         |                                         |                                         |                                         |                                         |                                            |                                            |                                            |                                            |                                            |                                            |                                       |                                       |  |  |  |  |  |  |
|                       |                       |                       |                       |                       |                       |  |  |                                      |                                      |                                      |                                      |                                         |                                         |                                         |                                         |                                         |                                         |                                      |                                      |                                              |                                              |                                              |                                              |                                              |                                              |                                    |                                    |                                         |                                         |                                         |                                         |                                         |                                         |                                         |                                         |                                            |                                            |                                            |                                            |                                            |                                            |                                       |                                       |  |  |  |  |  |  |
| خاندان بلویی          | خاندان بلویی          | خاندان بلویی          | خاندان بلویی          | خاندان بلویی          | خاندان بلویی          |  |  |                                      |                                      |                                      |                                      | هیو دوم قبرس ۱۲۵۲/۱۲۵۳-۱۲۶۷ ح.۱۲۵۳-۱۲۶۷ | هیو دوم قبرس ۱۲۵۲/۱۲۵۳-۱۲۶۷ ح.۱۲۵۳-۱۲۶۷ | هیو دوم قبرس ۱۲۵۲/۱۲۵۳-۱۲۶۷ ح.۱۲۵۳-۱۲۶۷ | هیو دوم قبرس ۱۲۵۲/۱۲۵۳-۱۲۶۷ ح.۱۲۵۳-۱۲۶۷ | هیو دوم قبرس ۱۲۵۲/۱۲۵۳-۱۲۶۷ ح.۱۲۵۳-۱۲۶۷ | هیو دوم قبرس ۱۲۵۲/۱۲۵۳-۱۲۶۷ ح.۱۲۵۳-۱۲۶۷ |                                      |                                      |                                              |                                              |                                              |                                              |                                              |                                              | بوهموند هفتم ۱۲۶۱-۱۲۸۷ ح.۱۲۷۵-۱۲۸۷ | بوهموند هفتم ۱۲۶۱-۱۲۸۷ ح.۱۲۷۵-۱۲۸۷ | بوهموند هفتم ۱۲۶۱-۱۲۸۷ ح.۱۲۷۵-۱۲۸۷      | بوهموند هفتم ۱۲۶۱-۱۲۸۷ ح.۱۲۷۵-۱۲۸۷      | بوهموند هفتم ۱۲۶۱-۱۲۸۷ ح.۱۲۷۵-۱۲۸۷      | بوهموند هفتم ۱۲۶۱-۱۲۸۷ ح.۱۲۷۵-۱۲۸۷      |                                         |                                         |                                         |                                         |                                            |                                            | لوچیا طرابلس ؟-۱۲۹۹/۱۲۹۹ ح. ۱۲۸۸-۱۲۸۹      | لوچیا طرابلس ؟-۱۲۹۹/۱۲۹۹ ح. ۱۲۸۸-۱۲۸۹      | لوچیا طرابلس ؟-۱۲۹۹/۱۲۹۹ ح. ۱۲۸۸-۱۲۸۹      | لوچیا طرابلس ؟-۱۲۹۹/۱۲۹۹ ح. ۱۲۸۸-۱۲۸۹      | لوچیا طرابلس ؟-۱۲۹۹/۱۲۹۹ ح. ۱۲۸۸-۱۲۸۹ | لوچیا طرابلس ؟-۱۲۹۹/۱۲۹۹ ح. ۱۲۸۸-۱۲۸۹ |  |  |  |  |  |  |